# كفر صارون
كفرصرون هي قرية لبنانية من قرى قضاء الكورة في محافظة الشمال.